# Vitoševac
Vitoševac es un pueblo del municipio de Ražanj, Serbia. Según el censo de 2002, el pueblo tenía una población de 1277 personas. 